# 斯利夫基
48°46′36″N 24°12′10″E / 48.77667°N 24.20278°E

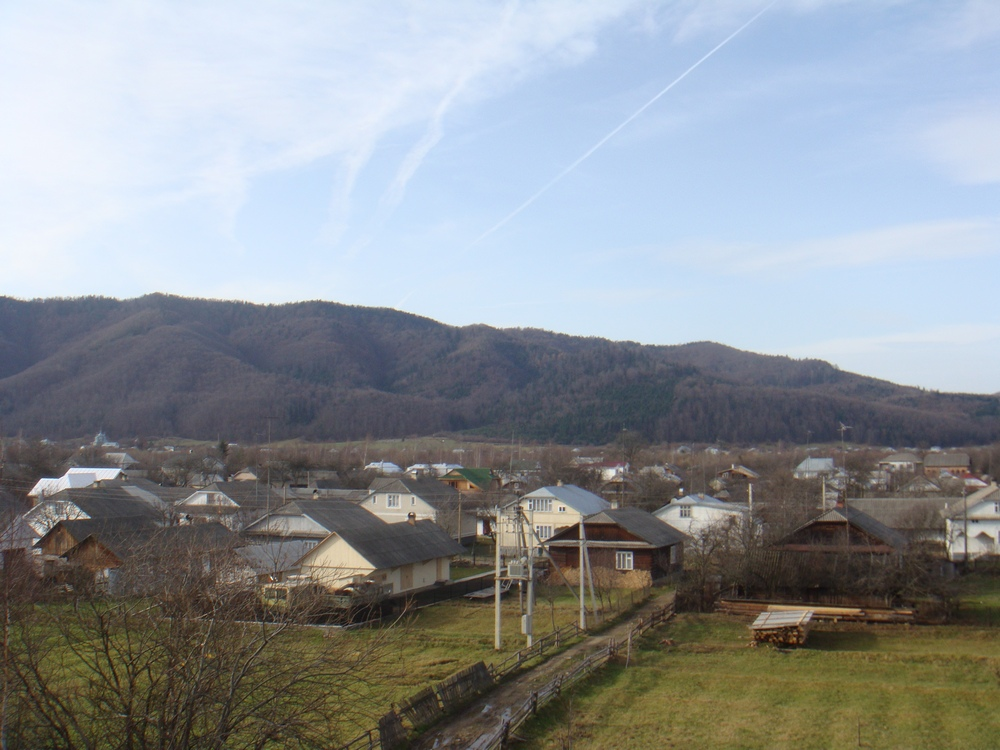

斯利夫基（烏克蘭語：Сливки），是烏克蘭西部的村莊，隸屬伊萬諾-弗蘭科夫斯克州的卡盧什區。該村始建於1690年，面積21.08平方公里，海拔高度509米，2001年人口1,219，人口密度每平方公里57.8人。